# 新潟県道143号巻停車場線

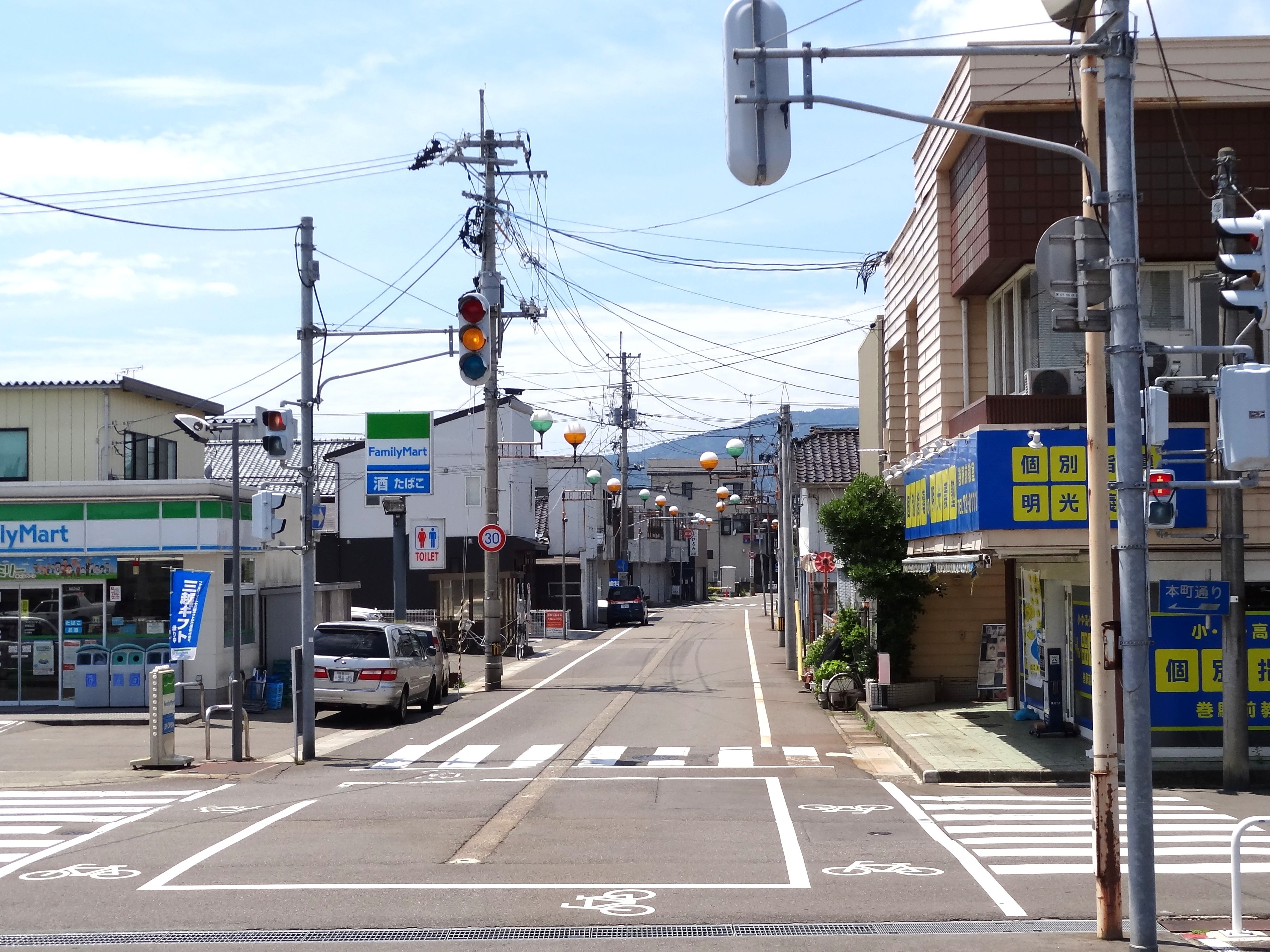
新潟県道143号 巻駅前

新潟県道143号巻停車場線（にいがたけんどう143ごう まきていしゃじょうせん）は、新潟県新潟市西蒲区内の一般県道である。

## 概要

### 路線データ
- 起点：新潟市西蒲区巻甲（国道460号交点）
- 終点：新潟市西蒲区巻甲（新潟県道374号五千石巻新潟線交点）

## 路線状況

### 別名・通称
- 巻駅前通り

## 地理

### 通過する自治体
- 新潟県
新潟市（西蒲区）

### 交差する道路
- 国道460号
- 新潟県道374号五千石巻新潟線